# USA's folketælling fra 2020
USA's folketælling fra 2020 var en statistisk opgjort folketælling (skæringsdato var 1. april 2020), gennemført af United States Census Bureau, et agentur tilknyttet USA's handelsdepartement.
I denne som i andre amerikanske folketællinger, angiver de tilhørende tabeller indbyggertal for delstater, storbyer, mindre byer og counties (amter). Ifølge USA's forfatning skal en folketælling finde sted hvert tiende år, og den forrige lå således i 2010.
Folkeafstemningen bruges bl.a. til at omfordele hvor mange pladser de enkelte delstater har i USAs kongres.

## Generelt
Inden den egentlige folketælling havde man i forvejen estimeret et befolkningstal på 329.459.499 (2020), hvilket ville betyde en stigning på 6,7 % i forhold til tallet for 2010.
I henhold til bestemmelserne fra Afsnit 13 i United States Code er personligt identificerbare oplysninger, indhentet gennem folketællingen, generelt hemmeligt klassificeret. National Archives and Records Administration (NARA) har dog bemyndigelse til at offentliggøre alle data efter 72 år. I tilfældet med folketællingen i 2020 vil dette hermed træde i kraft i 2092.
Befolkningstallene for hver delstat er afgørende for fordelingen af pladser såvel i Repræsentanternes Hus som i Valgmandskollegiet (Electoral College). Tallene vil blive brugt som grundlag for de kommende præsidentvalg i 2024 og 2028.

## Formål
Folkeafstemningen bruges bl.a. til at omfordele hvor mange pladser de enkelte delstater har i USAs kongres, da det samlede antal ligger fast, mens antallet pr. stat afhænger af hvor mange indbyggere staten har.

## Ændringer i forhold til tidligere folketællinger
2020-folketællingen havde flere ændringer i forhold til tidligere opgørelser.
For første gang var der ud over den klassiske udfyldning af en papirformular også mulighed for at udsende folketællingsoplysningerne online og telefonisk. I første omgang blev det generelt antaget, at oplysningerne ville blive udsendt online til modtagerne, men efter en revurdering blev papirformularer ligeledes uddelt til mange husstande. Udvalgte regioner med lav internetudbredelse fik tilsendt papirformularer lige fra begyndelsen.
For første gang var det også muligt at give information på tolv andre sprog ud over engelsk – men kun online eller telefonisk. Desuden blev der stillet oversættelseshjælpemidler til rådighed på i alt 59 sprog.
Som et nyt tiltag, blev registreringen af bygninger og adresser også understøttet af GPS-satellitbilleder, i modsætning til tidligere tider, hvor repræsentanter fra myndighederne skulle besøge hver eneste gade i USA i løbet af folketællingen for at verificere adresser på stedet. I 2020 blev der for første gang brugt speciel software til at registrere ledige husstande mere effektivt.

## Spørgsmålene i undersøgelsen
Følgende spørgsmål blev stillet som en del af folketællingen:
1. Hvor mange mennesker bor eller opholder sig i husstanden?
2. Bor husstandens beboere i en lejet eller ejet ejendom?
3. Hvilket køn er personerne i husstanden?
4. Hvor gamle er personerne i husstanden?
5. Hvilken racegruppe hører folkene i husstanden til?
6. Er der personer i husstanden, der klassificerer sig som Hispanic eller latino?
7. Hvad er forholdet mellem personerne i husstanden?

## Deltagelse
I forbindelse med folketællingen, var ca. 500.000 assistenter blevet ansat af myndighederne for at undersøgelsen kunne gennemføres tilfredsstillende. Enhver der var mindst 18 år gammel, besad et gyldigt Social Security-nummer, havde en e-mailadresse og var amerikansk statsborger, kunne søge jobbet online. Ansøgeren måtte ikke være opført på FBI's registreringsliste over kriminelle og måtte acceptere en forudgående fingeraftrykskontrol. Derudover skulle vedkommende underskrive en fortrolighedsaftale ift. følsomme personoplysninger.
Den 19. oktober 2020 meddelte det amerikanske Census Bureau, at 99,98 % af alle amerikanske husstande var registreret i folketællingen efter færdiggørelsen af samtlige undersøgelsesaktiviteter. I alle delstater, undtagen Louisiana, lå den endelige deltagelse på over 99,9 % (i Louisiana 99,0 %). Omkring to tredjedele af alle amerikanske husstande (67,0 %) deltog aktivt i folketællingen via internet, spørgeskema eller telefon – et lidt højere tal end folketællingen fra 2010 med en deltagelse på omkring 66,5 %. I de resterende husstande blev beboerne interviewet personligt i deres hjem af Census Bureaus personale.

## Undersøgelse om statsborgerskab
Efter USA's folketælling fra 1950 blev spørgsmålet om statsborgerskab slettet, og efterfølgende blev der kun spurgt ind til borgerens fødested. I et notat foretaget i januar 2018 konkluderede Census Bureau, at dette spørgsmål ikke længere var nødvendigt, fordi nationalitetsdata allerede var indsamlet andre steder, og en dobbelt indsamling derfor ikke ville give økonomisk mening. Den amerikanske handelsminister Wilbur Ross, hvis afdeling drev Census Bureau, sagde imidlertid, at undersøgelserne indtil videre ikke var tilstrækkelige. I marts 2018 annoncerede Census Bureau endelig sin plan om at spørge om statsborgerskab: "Is this person a citizen of the United States?" Han begrundede spørgsmålet over for Kongressen med en bedre håndhævelse af Voting Rights Act, som havde til formål at sikre lige deltagelse af minoriteter i amerikanske valg. Spørgsmålet blev godkendt af Ross efter Justitsministeriet havde spurgt ham om dette.
Efter Census Bureaus meddelelse, kritiserede mange politikere fra forskellige amerikanske delstater og byer beslutningen og påpegede, at migranter ville føle sig afskrækket fra at angive korrekte svar på spørgsmålene i folketællingen. Samtidig satte de spørgsmålstegn ved de faktiske motiver for sekretær Wilbur Ross' beslutning. Retssager mod projektet blev anlagt i tre delstater på samme tid (New York, Maryland og Californien). Census Bureau gennemførte en testundersøgelse af omkring 480.000 husstande i juni 2019 for at finde ud af, hvad den generelle effekt af nationalitetsspørgsmålet var. Samtidig skulle der udvikles passende strategier for at undgå falske oplysninger eller endog fuldstændig afvisning af respondenternes deltagelse.
I forbindelse med den indledte retssag blev der i maj 2019 fremlagt dokumenter, hvoraf det fremgik, at den planlagte angivelse af nationalitet, der indgik i en politisk motiveret omlægning af distrikterne (såkaldt gerrymandering, var til fordel for Republikanere. Operation REDMAP blev ledet af den i 2018 afdøde republikaner Thomas Hofeller, der havde begrundet den indbyggede nationalitetsangivelse med håndhævelsen af "Voting Rights Act". Ved en subpoena (stævning) blev justitsministeriet anmodet om at fremlægge yderligere materiale vedrørende indledningen af spørgsmålet. Den kontrollerede også, om Wilbur Ross eller den amerikanske justitsminister William Barr havde overtrådt nogen love. Den 12. juni 2019 erklærede administrationen under præsident Trump, at dele af dokumenterne ikke kunne bruges på grund af fortrolighed. Komiteen United States House Committee on Oversight and Reform udtrykte efterfølgende sin tillid til Wilbur Ross og William Barr.

### Forhandlingerne ved New Yorks føderale distriktsdomstol og Højesteret
Et søgsmål blev imidlertid anlagt af justitsminister Barbara Underwood ved United States District Court´s distriktsdomstol i New York med yderligere tilslutning fra 17 andre delstater, 15 byer og adskillige menneskerettighedsgrupper. Under undersøgelsen kom det frem, at Wilbur Ross før marts 2018 havde holdt samtaler om nationalitetsspørgsmålet med den republikanske aktivist Steve Bannon, hvilket modbeviste Ross' tidligere vidneudsagn foran Kongressen. Dette fik dommer Jesse M. Furman til, i optakten til retssagens start november 2018, at bede Ross om en redegørelse for sin tilføjelse af nationalitetsspørgsmålet.
Trump-administrationen appellerede derefter til USA's højesteret med en anmodning om at udsætte retssagen og undersøgelsen af Wilbur Ross' rolle i udformningen af nationalitetsspørgsmålet. Retten besluttede dog, at processen skulle gennemføres som planlagt, men at Ross ikke kunne afkræves at vidne under ed, før selve retssagen var blevet indledt.
Dommer Furman afgjorde i januar 2019, at tilføjelsen af et statsborgerskabsspørgsmål til folketællingen i 2020 var ulovlig og skulle udgå, selvom det dog ikke var i strid med selve forfatningen. Justitsministeriet udstedte derefter en domstolsprøvelse, hvori det anmodede Højesteret om at behandle afgørelsen direkte uden om Court of Appeals som 2. instans. Beslutningen skulle træffes senest ved udgangen af juni 2019, da trykningen af formularerne begyndte den 1. juli. Den 15. februar erklærede retten sig "domstols-egnet" i spørgsmålet om søgsmålskompetence, og retsmødet fandt efterfølgende sted den 23. april 2019. Den 27. juni traf højesteretten sin endelige afgørelse og afviste definitivt anmodningen om at få spørgsmålet med i folketællingen.

### Høring ved den føderale distriktsdomstol i Californien
Den anden retssag blev behandlet af dommer Richard Seeborg ved den føderale distriktsdomstol for Californiens nordlige distrikt, og ligesom Furman i New York konkluderede han, at nationalitetsspørgsmålet var i strid med den amerikanske forfatning, hvorefter en retskendelse blev udstedt, der forbød brugen af det. Regeringen appellerede dette til appelretten for det 9. distrikt med en planlagt høring den 10. juli 2019.

### Nationalitetsspørgsmålet sendes til høring ved Marylands føderale distriktsdomstol
Endnu en retssag med samme spørgsmål som søgsmål, blev anlagt af flere grupper ved distriktsdomstolen i Maryland og behandlet af dommer George J. Hazel. Efter sin afgørelse om, at nationalitetsspørgsmålet var i strid med forfatningen, appellerede regeringen til appelretten i det 4. distrikt, men da afsløringerne om Hofeller samtidig blev offentliggjort, sendte appelretten sagen tilbage til distriktsdomstolen. Formålet var at undersøge, om der kunne fastslås en diskriminerende hensigt som følge af de ændrede beviser. I så fald ville dommer Hazel kunne udstede et påbud om, at spørgsmålet ikke skulle medtages i folketællingen, uanset den igangværende højesteretssag.

### Det videre forløb
Efter højesterets afgørelse erklærede Donald Trump, at regeringen ville udskyde folketællingen så længe som muligt, indtil det juridiske spørgsmål var løst. Justitsministeriet erklærede afsluttende den 2. juli 2019, at spørgsmålet om nationalitet ikke ville fremgå af folketællingen, og handelsministeriet påbegyndte efterfølgende en trykning af folketællingsskemaerne. Den næste dag bekræftede Trump dog, at han ville fortsætte med at forfølge sagen. Justitsministeriet meddelte straks, at det var blevet instrueret i at søge efter en lovlig måde at imødekomme spørgsmålet om nationalitet i folketællingen.
Som svar på en ordre fra dommer Hazel bekræftede justitsministeriet den 5. juli 2019, at det ville søge en mulig vej at tilføje statsborgerskabsspørgsmålet på, selvom det på det tidspunkt ikke vidste, hvilken vej det ville tage. Med ordren gav Hazel regeringen juridisk mulighed for at gå videre med nationalitetsspørgsmålet, og samtidig kunne han påbegynde fastlæggelsen af en tidsplan i samarbejde med dommer Furman fra retten i New York for at granske yderligere procedurer i forbindelse med New York- og Maryland-retssagerne. Den 7. juli meddelte justitsministeriet, at det havde til hensigt at udskifte hele sit juridiske team, der arbejdede på sagen, men Furman tillod kun justitsministeriet at afskedige to af sine elleve advokater, idet han skrev i afvisningen den 9. juli, at justitsministeriet "ikke havde givet nogen grunde, endsige 'tilfredsstillende grunde' til udskiftning af advokater". Furman påpegede, at sagen allerede havde overskredet ministeriets egen tidligere anmodede frist den 1. juli, og at advokatudskiftning ville forårsage yderligere forsinkelser.
Præsident Trump pålagde afsluttende (11. juli 2019) handelsministeriet at indhente data om befolkningens nationalitet gennem andre føderale agenturer. Ifølge præsidenten ville regeringen fortsætte sine bestræbelser på at finde ud af befolkningens nationalitet, idet Trump-administrationen vurderede, at andre føderale agenturer bedre var i stand til at angive nøjagtige nationalitetsresultater, end gennem den anlagte folketælling. En talsmand fra justitsministeriet sagde straks, at regeringen ville informere domstolene om, at den ikke længere forfulgte målet om at bede om statsborgerskab i folketællingen i 2020.

## Resultater
Ifølge folketællingen boede der pr. 1. april 2020 331.449.281 mennesker i USA, en stigning på 7,4 procent (eller 22.703.743) sammenlignet med folketællingen fra 2010. Delstaten Utah oplevede den største vækst med 18,4 procent, mens West Virginia havde den største tilbagegang med 3,2 procent, den eneste delstat udover Mississippi og Illinois der gik tilbage i indbyggertal.

### Delstaterne efter befolkning
USA's delstater efter befolkning i 2020.
| Rangering | Delstater (samt District of Columbia)                                                | Indbyggertal | Stigning i forhold til 2010 |
| --------- | ------------------------------------------------------------------------------------ | ------------ | --------------------------- |
| 1         | Californien                                                                          | 39.538.223   | +6,1 %                      |
| 2         | Texas                                                                                | 29.145.505   | +15,9 %                     |
| 3         | Florida                                                                              | 21.538.187   | +14,6 %                     |
| 4         | New York (delstat)                                                                   | 20.201.249   | +4,3 %                      |
| 5         | Pennsylvania                                                                         | 13.002.700   | +2,4 %                      |
| 6         | Illinois                                                                             | 12.812.508   | −0,1 %                      |
| 7         | Ohio                                                                                 | 11.799.448   | +2,3 %                      |
| 8         | Georgia                                                                              | 10.711.908   | +10,6 %                     |
| 9         | North Carolina                                                                       | 10.439.388   | +9,5 %                      |
| 10        | Michigan                                                                             | 10.077.331   | +2,0 %                      |
| 11        | New Jersey                                                                           | 9.288.994    | +5,7 %                      |
| 12        | Virginia                                                                             | 8.631.393    | +7,9 %                      |
| 13        | Washington (delstat)                                                                 | 7.705.281    | +14,6 %                     |
| 14        | Arizona                                                                              | 7.151.502    | +11,9 %                     |
| 15        | Massachusetts                                                                        | 7.029.917    | +7,4 %                      |
| 16        | Tennessee                                                                            | 6.910.840    | +8,9 %                      |
| 17        | Indiana                                                                              | 6.785.528    | +4,6 %                      |
| 18        | Maryland                                                                             | 6.177.224    | +7,0 %                      |
| 19        | Missouri                                                                             | 6.154.913    | +2,8 %                      |
| 20        | Wisconsin                                                                            | 5.893.718    | +3,6 %                      |
| 21        | Colorado                                                                             | 5.773.714    | +7,6 %                      |
| 22        | Minnesota                                                                            | 5.706.494    | +7,8 %                      |
| 23        | South Carolina                                                                       | 5.118.425    | +10,7 %                     |
| 24        | Alabama                                                                              | 5.024.279    | +5,1 %                      |
| 25        | Louisiana                                                                            | 4.657.757    | +2,7 %                      |
| 26        | Kentucky                                                                             | 4.505.836    | +3,8 %                      |
| 27        | Oregon                                                                               | 4.237.256    | +10,6 %                     |
| 28        | Oklahoma                                                                             | 3.959.353    | +5,5 %                      |
| 29        | Connecticut                                                                          | 3.605.944    | +0,9 %                      |
| 30        | Utah                                                                                 | 3.271.616    | +18,4 %                     |
| 31        | Iowa                                                                                 | 3.190.369    | +4,7 %                      |
| 32        | Nevada                                                                               | 3.104.614    | +15,0 %                     |
| 33        | Arkansas                                                                             | 3.011.524    | +3,3 %                      |
| 34        | Mississippi                                                                          | 2.961.279    | −0,2 %                      |
| 35        | Kansas                                                                               | 2.937.880    | +3,0 %                      |
| 36        | New Mexico                                                                           | 2.117.522    | +2,8 %                      |
| 37        | Nebraska                                                                             | 1.961.504    | +7,4 %                      |
| 38        | Idaho                                                                                | 1.839.106    | +17,3 %                     |
| 39        | West Virginia                                                                        | 1.793.716    | −3,2 %                      |
| 40        | Hawaii                                                                               | 1.455.271    | +7,0 %                      |
| 41        | New Hampshire                                                                        | 1.377.529    | +4,6 %                      |
| 42        | Maine                                                                                | 1.362.359    | +2,6 %                      |
| 43        | Rhode Island                                                                         | 1.097.379    | +4,3 %                      |
| 44        | Montana                                                                              | 1.084.225    | +9,6 %                      |
| 45        | Delaware                                                                             | 989.948      | +10,3 %                     |
| 46        | South Dakota                                                                         | 886.667      | +8,9 %                      |
| 47        | North Dakota                                                                         | 779.094      | +15,8 %                     |
| 48        | Alaska                                                                               | 733.391      | +3,3 %                      |
| …         | District of Columbia (det administrative område omkring hovedstaden Washington D.C.) | 689.545      | +14,6 %                     |
| 49        | Vermont                                                                              | 643.077      | +2,8 %                      |
| 50        | Wyoming                                                                              | 576.851      | +2,4 %                      |
|           | Hele USA                                                                             | 331.449.281  | +7,4 %                      |

### Mest folkerige byer
USA's 50 mest folkerige byer uden forstæder angivet efter befolkning i 2020:
| Rangering | Navn             | Delstater (samt District of Columbia) | Indbyggertal |
| --------- | ---------------- | ------------------------------------- | ------------ |
| 1.        | New York City    | New York (delstat)                    | 8.804.190    |
| 2.        | Los Angeles      | Californien                           | 3.898.747    |
| 3.        | Chicago          | Illinois                              | 2.746.388    |
| 4.        | Houston          | Texas                                 | 2.304.580    |
| 5.        | Phoenix          | Arizona                               | 1.608.139    |
| 6.        | Philadelphia     | Pennsylvania                          | 1.603.797    |
| 7.        | San Antonio      | Texas                                 | 1.434.625    |
| 8.        | San Diego        | Californien                           | 1.386.932    |
| 9.        | Dallas           | Texas                                 | 1.304.379    |
| 10.       | San Jose         | Californien                           | 1.013.240    |
| 11.       | Austin           | Texas                                 | 961.855      |
| 12.       | Jacksonville     | Florida                               | 949.611      |
| 13.       | Fort Worth       | Texas                                 | 918.915      |
| 14.       | Columbus         | Ohio                                  | 905.748      |
| 15.       | Indianapolis     | Indiana                               | 887.642      |
| 16.       | Charlotte        | North Carolina                        | 874.579      |
| 17.       | San Francisco    | Californien                           | 873.965      |
| 18.       | Seattle          | Washington (delstat)                  | 737.015      |
| 19.       | Denver           | Colorado                              | 715.522      |
| 20.       | Washington, D.C. | District of Columbia                  | 689.545      |
| 21.       | Nashville        | Tennessee                             | 689.447      |
| 22.       | Oklahoma City    | Oklahoma                              | 681.054      |
| 23.       | El Paso          | Texas                                 | 678.815      |
| 24.       | Boston           | Massachusetts                         | 675.647      |
| 25.       | Portland         | Oregon                                | 652.503      |
| 26.       | Las Vegas        | Nevada                                | 641.903      |
| 27.       | Detroit          | Michigan                              | 639.111      |
| 28.       | Memphis          | Tennessee                             | 633.104      |
| 29.       | Louisville       | Kentucky                              | 633.045      |
| 30.       | Baltimore        | Maryland                              | 585.708      |
| 31.       | Milwaukee        | Wisconsin                             | 577.222      |
| 32.       | Albuquerque      | New Mexico                            | 564.559      |
| 33.       | Tucson           | Arizona                               | 542.629      |
| 34.       | Fresno           | Californien                           | 542.107      |
| 35.       | Sacramento       | Californien                           | 524.943      |
| 36.       | Kansas City      | Missouri                              | 508.090      |
| 37.       | Mesa             | Arizona                               | 504.258      |
| 38.       | Atlanta          | Georgia                               | 498.715      |
| 39.       | Omaha            | Nebraska                              | 486.051      |
| 40.       | Colorado Springs | Colorado                              | 478.961      |
| 41.       | Raleigh          | North Carolina                        | 467.665      |
| 42.       | Long Beach       | Californien                           | 466.742      |
| 43.       | Virginia Beach   | Virginia                              | 459.470      |
| 44.       | Miami            | Florida                               | 442.241      |
| 45.       | Oakland          | Californien                           | 440.646      |
| 46.       | Minneapolis      | Minnesota                             | 429.954      |
| 47.       | Tulsa            | Oklahoma                              | 413.066      |
| 48.       | Bakersfield      | Californien                           | 403.455      |
| 49.       | Wichita          | Kansas                                | 397.532      |
| 50.       | Arlington        | Texas                                 | 394.266      |